# Minuartia regeliana
Minuartia regeliana är en nejlikväxtart som först beskrevs av Ernst Rudolf von Trautvetter, och fick sitt nu gällande namn av Johannes Mattfeld. Minuartia regeliana ingår i släktet nörlar, och familjen nejlikväxter. Inga underarter finns listade i Catalogue of Life.